# Lucena del Puerto (ort)
Lucena del Puerto är en ort i Spanien.   Den ligger i provinsen Provincia de Huelva och regionen Andalusien, i den sydvästra delen av landet, 400 km sydväst om huvudstaden Madrid. Lucena del Puerto ligger 87 meter över havet och antalet invånare är 2 543.
Terrängen runt Lucena del Puerto är platt. Runt Lucena del Puerto är det ganska glesbefolkat, med 35 invånare per kvadratkilometer. Närmaste större samhälle är Huelva, 19,1 km väster om Lucena del Puerto. Trakten runt Lucena del Puerto består till största delen av jordbruksmark.